# American Horror Story: Murder House
Truyện kinh dị Mỹ: Nhà sát nhân (tựa ban đầu là American Horror Story, về sau đặt thêm phụ đề ": Nhà sát nhân") là mùa đầu tiên của serie truyền hình American Horror Story được phát sóng trên kênh truyền hình FX, phát sóng từ ngày 5 tháng 10 năm 2011 đến ngày 21 tháng 12 năm 2011. Mùa phim được sản xuất bởi 20th Century Fox Television, với nhà sản xuất điều hành là Dante Di Loreto và hai nhà sáng lập: Brad Falchuk và Ryan Murphy.
Bộ phim tập trung vào gia đình Harmon: Bác sĩ Ben Harmon, người vợ Vivien và con gái của họ Violet, đã chuyển nhà từ Boston tới Los Angeles sau khi Vivien đã bị sảy thai và Ben ngoại tình. Họ chuyển tới một căn biệt thự đã được khôi phục lại, mà không biết rằng đó là căn nhà đã bị ám bởi những chủ nhà cũ cùng những nạn nhân của họ.
Mùa đầu tiên của American Horror Story nhận được rất nhiều các ý kiến trái chiều từ các nhà phê bình. Dàn nhân vật thì được đánh giá rất cao, trong khi phần biên kịch lại bị chỉ trích. Bộ phim đã thu hút được đông đảo khán giả và được xếp hạng như là một bộ phim ăn khách nhất của FX, đạt danh hiệu phim của năm. Mùa phim này đã được đề cử cho rất nhiều hạng mục và giải thưởng, bao gồm Giải Quả cầu vàng cho Phim truyền hình và 17 đề cử giải Emmy. Ngoài ra, Jessica Lange còn giành giải Giải Quả cầu vàng cho nữ diễn viên phụ xuất sắc nhất, Giải thưởng do hiệp hội diễn viên cho nữ diễn viên phim bi kịch truyền hìnhvà Giải thưởng Primetime Emmy cho Nữ diễn viên phụ xuất sắc nhất trong series truyền hình.
Murder House cũng đã tham gia mùa thứ năm của loạt phim, Khách sạn, với Christine Estabrook lần nữa thủ vai bà bán nhà Marcy. Matt Ross, người đóng vai Bác sĩ Charles Montgomery, xuất hiện trong tập "Room 33" của Khách sạn, và Sarah Paulson trở lại với nhân vật Billie Dean Howard trong tập cuối của mùa 5.

## Cốt truyện
Gia đình Harmon
Câu chuyện xoay quanh gia đình Harmon gồm: Ben (Dylan McDermott), Vivien (Connie Britton) và Violet (Taissa Farmiga) khi họ chuyển vào sống trong căn nhà mới tại Los Angeles. Cố gắng hàn gắn gia đình sau khi Vivien sảy thai và Ben ngoại tình bị vợ bắt tại trận. Họ không biết rằng căn nhà của họ được mệnh danh là Căn Nhà Sát Nhân.
Gia đình Langdon
Bà mẹ Constance (Jessica Lange) có ba đứa con, gia đình họ sống trong căn nhà Sát nhân. Đời Constance gặp nhiều đau khổ khi các con đều không bình thường và chồng bà thì trăng hoa với cô hầu gái Moira O'Hara (Frances Conroy). Bà bỏ căn nhà sang sống bên kia đường nhưng vẫn vấn vương căn nhà tai ác. (?)
Gia đình Harmon sớm nhận ra căn nhà mình ở không phải đất lành. Con gái của Constance Addie (Jamie Brewer) liên tục quấy phá. Một kẻ lạ mặt tên Larry Harvey (Denis O'Hare) liên tục tiếp cận Ben. Cô con gái Violet vốn đang khủng hoảng trong cuộc sống làm thân với Tate Langdon (Evan Peters), con trai của Constance được gởi gắm cho Ben, một bác sĩ tâm thần để chữa trị. Họ cũng không nhận ra cô hầu gái Moira O'Hara không phải là người.
Càng sống trong nhà, họ càng khám phá những bí mật kinh dị rợn người, về những người chủ cũ, về những hồn ma họ gặp hằng ngày nhưng vẫn tưởng là người sống.
Vivien sau khi nhầm lẵn Tate, một hồn ma, là chồng mình, đã mang song thai, một của Ben, một là quỷ dữ được tạo ra bởi sự giao cấu giữa ma và người. Nhiều thế lực cả sống lẫn chết tranh nhau đôi song thai chưa lọt lòng. Cuộc sống đảo lộn, gia đình Harmon theo gót những người chủ trước lần lượt bỏ mạng. Cùng các oan hồn khác, họ quyết xua đuổi tất cả những ai có ý định mua căn nhà.
Con quỷ dữ vẫn sống sót, Constance mang về nuôi và đặt tên là Michael Langdon.

## Dàn diễn viên và các nhân vật

### Diễn viên chính
- Connie Britton trong vai Vivien Harmon
- Dylan McDermott trong vai Dr. Ben Harmon
- Evan Peters trong vai Tate Langdon
- Taissa Farmiga trong vai Violet Harmon
- Denis O'Hare trong vai Larry Harvey
- Jessica Lange trong vai Constance Langdon

### Khách mời đặc biệt
- Kate Mara trong vai Hayden McClaine
- Zachary Quinto trong vai Chad Warwick
- Charles S. Dutton trong vai Thám tử Granger
- Eric Stonestreet trong vai Derek

### Vai phụ
- Frances Conroy trong vai Moira O'Hara
- Lily Rabe trong vai Nora Montgomery
- Alexandra Breckenridge trong vai oira O'Hara "phiên bản" trẻ
- Jamie Brewer trong vai Adelaide "Addie" Langdon
- Christine Estabrook trong vai Marcy
- Morris Chestnut trong vai Luke
- Matt Ross trong vai Dr. Charles Montgomery
- Bodhi Schulz trong vai Troy
- Kai Schulz trong vai Bryan
- Michael Graziadei trong vai Travis Wanderley
- Celia Finkelstein trong vai Nurse Gladys
- Eve Gordon trong vai Dr. Hall
- Rosa Salazar trong vai Y tá Maria
- Teddy Sears trong vai Patrick
- Azura Skye trong vai Fiona
- Kyle Davis trong vai Dallas
- Sarah Paulson trong vai Billie Dean Howard
- Shelby Young trong vai Leah
- Rebecca Wisocky trong vai Lorraine Harvey
- Sam Kinsey trong vai Beauregard "Beau" Langdon
- David Anthony Higgins trong vai Stan
- Mena Suvari trong vai Elizabeth Short
- Malaya Rivera Drew as Thám tử Barrios
- Ben Woolf trong vai Thaddeus Montgomery / The Infantata
- Eric Close trong vai Hugo Langdon
- Brando Eaton trong vai Kyle Greenwell
- Ashley Rickards trong vai Chloe Stapleton
- Alessandra Torresani trong vai Stephanie Boggs
- Jordan David trong vai Kevin Gedman
- Alexander Nimetz trong vai Amir Stanley

## Tập phim
| TT. tổng thể | TT. trong mùa phim | Tiêu đề               | Đạo diễn            | Biên kịch                  | Ngày phát hành gốc   | Mã sản xuất | Người xem tại US (triệu) |
| --- | ------------------ | --------------------- | ------------------- | -------------------------- | -------------------- | ----------- | ------------------------ |
| 1 | 1                  | "Pilot"               | Ryan Murphy         | Ryan Murphy & Brad Falchuk | 5 tháng 10 năm 2011  | 1ATS79      | 3.18                     |
| The Harmon family moves from Boston to Los Angeles to recover from mother Vivien's miscarriage and father Ben's infidelity with one of his students. Their daughter Violet starts at a new school, only to be terrorized by a group of girls. The family deals with intrusive neighbors Constance and her daughter, Addie, who has Down syndrome, along with Larry, a previous homeowner who set fire to his entire family. Larry's face is severely scarred. Ben, a psychiatrist, sees patients out of his home; one of them, a possibly psychotic boy named Tate, who becomes friends with Violet. Vivien rehires the house's former housekeeper, an elderly Moira, who appears to Ben as a young, seductive maid. Ben and Vivien eventually have sex, once after a fight, and later while she thinks he has dressed up in a bondage suit. She later tells Ben she's pregnant. |                    |                       |                     |                            |                      |             |                          |
| 2 | 2                  | "Home Invasion"       | Alfonso Gomez-Rejon | Ryan Murphy & Brad Falchuk | 12 tháng 10 năm 2011 | 1ATS01      | 2.46                     |
| After meeting with a new patient, Bianca, Ben receives a call from his ex-mistress, Hayden, who tells him she's pregnant and needs his support for an abortion. Ben lies to Vivien to resolve his past. A trio of serial killer enthusiasts led by Bianca break into the house to re-enact the brutal murders of two nursing students that occurred in the house in 1968. Vivien and Violet are the intended victims, but they escape their captors, who become lost in the house. Tate and the ghosts of the house dispatch the intruders. Upon hearing of what happened, Ben leaves Hayden at the clinic and rushes home. Vivien tells him that they are selling the house. |                    |                       |                     |                            |                      |             |                          |
| 3 | 3                  | "Murder House"        | Bradley Buecker     | Jennifer Salt              | 19 tháng 10 năm 2011 | 1ATS02      | 2.59                     |
| The Harmons' finances take a blow, making moving impractical. Hayden surprises Ben by appearing at his doorstep; she is keeping the baby, moving close to him, and determined to continue their affair. Vivien learns about the house's original owners: a crazed surgeon, Charles Montgomery, and his wife, Nora, who provided illegal abortions in their basement until their bitter marriage ended in murder. After spotting blood, Vivien is told by her doctor that the baby is fine. Ben passes out, and the doctor informs him that he found traces of an opiate that causes memory loss. Ben confronts Moira, who has been trying to seduce him, about poisoning his coffee with the opiate. Hayden shows up again, frantic that Ben has ignored her. As he takes her outside to calm her down, Larry kills her with a shovel to help Ben, who becomes distraught. Larry convinces him that getting rid of the body is the best option. Larry digs a hole, discovering Moira's remains, but buries Hayden over them. Constance tells Moira that she's now stuck in the house forever. |                    |                       |                     |                            |                      |             |                          |
| 4 | 4                  | "Halloween (Part 1)"  | David Semel         | James Wong                 | 26 tháng 10 năm 2011 | 1ATS03      | 2.96                     |
| The Harmons hire interior designers to makeover the house to help it sell, mistaking the arrivals of Chad and his partner Patrick as the designers. Unknown to the Harmons, the couple is the former owners killed by the Rubber Man in the house one year ago. Violet demands Tate to tell her what is in the basement. Tate says it is the still-living abomination created when Dr. Montgomery, driven insane, tried to bring his dismembered child back to life by sewing the pieces together with various animal parts. Vivien confronts Ben about phone calls from Hayden, who swears that Hayden is gone. The baby begins kicking, an impossibility at eight weeks. At the hospital, an ultrasound reveals that the baby is more developed than it should be; the ultrasound technician collapses after seeing the baby onscreen. While trick-or-treating, Addie is fatally hit by a car, and Constance attempts to get her to the Harmons' lawn before she dies but fails. Violet is alone in the house when Larry arrives; the Rubber Man is behind her. The Harmons return from the hospital to find the house broken into and Violet missing. Ben answers a knock at the door, finding Hayden's ghost standing there, covered in dirt. |                    |                       |                     |                            |                      |             |                          |
| 5 | 5                  | "Halloween (Part 2)"  | David Semel         | Tim Minear                 | 2 tháng 11 năm 2011  | 1ATS04      | 2.74                     |
| The Rubber Man disappears, and Tate appears. He and Violet go on their date to the beach, and Tate tells her high school was terrible for him. Five mangled, bloody teens appear and harass Tate, prompting the couple to leave. Vivien tells Ben that Hayden is in the house. Ben finds her in the basement, but Larry knocks him out with the shovel and ties him up. Nora frees him, urging him to save his child. Hayden appears to Vivien, and both are shocked to learn that the other is pregnant with Ben's child. Hayden attacks her but is stopped by Ben, who is forced to admit that he impregnated Hayden months after Vivien discovered the affair. Afterward, Hayden is arrested. The teens find Tate and Violet, but Tate protects Violet by making them chase him. Constance takes Violet to her house, revealing that Addie is dead and Tate is her son. The teens are revealed to be ghosts from various cliques at Westfield High killed when Tate committed a school shooting in 1994. The ghosts angrily demand to know why he killed them and that he admit what he did, but Tate cannot remember anything about them. Two of the ghosts, one being a football player and the other a cheerleader, asked why he "targeted jocks," which is probably a reference to the Columbine Massacre. With Halloween night ending, the teens depart. The other ghosts, including Moira, Chad, Patrick, and Nora, warily return to the house. Ben packs and sadly leaves the house. |                    |                       |                     |                            |                      |             |                          |
| 6 | 6                  | "Piggy Piggy"         | Michael Uppendahl   | Jessica Sharzer            | 9 tháng 11 năm 2011  | 1ATS05      | 2.83                     |
| After Violet confirms online that Tate was shot in his bedroom by a SWAT team after his massacre at Westfield High, Constance introduces her to a medium, Billie Dean, and she and Constance explain that Tate is unaware he is dead. Constance has been sending him to Ben, hoping a breakthrough will help him pass on, and they need Violet's help, though the revelation shakes Violet. Ben needs to use the house for his therapy sessions to make them money, and Vivien agrees out of necessity. Ben sees a new patient, Derek, who is terrified by urban legends, most recently the legend of "Piggy Man," who will slaughter anyone who repeats a specific mantra in the mirror. Ben begins noticing that Vivien has developed an attraction to the security officer. Vivien contacts the ultrasound technician, who fainted during the ultrasound and has since quit her job, claiming she saw that the baby was the Antichrist. Taking Ben's advice to face his fear, Derek repeats the mantra in his bathroom mirror but is ironically shot and killed by an armed robber. Violet tries to confront Tate but is mobbed by the other ghosts. Overwhelmed, she attempts suicide, but Tate saves her. Tate tearfully confesses that he loves her. He plans to leave her alone, but she comforts him. |                    |                       |                     |                            |                      |             |                          |
| 7 | 7                  | "Open House"          | Tim Hunter          | Brad Falchuk               | 16 tháng 11 năm 2011 | 1ATS06      | 3.06                     |
| In 1994, Larry, in love with Constance, mercy-kills her deformed son, Beau, who lives chained in the attic, at Constance's request upon learning that Beau would be taken away from her due to her neglectful parenting. In the present, Violet takes solace in Tate, who says he is aware of the ghosts and that they will not harm her if she tells them to leave her alone. He shows her old photographs he found of the house and the Montgomerys. Vivien learns she is pregnant with twins. Resolved to be upfront with prospective buyers about the house's past, she learns of the Montgomerys and that Charles revived their son into a monster, causing Nora to go insane and kill him and herself. Ben finds Larry's home and confronts him, learning that Larry wants the house so he can be with Constance. Violet shares the photos of the Montgomerys with Vivien, who is shocked to find that she recognizes Nora as one of the interested buyers from Episode 3. |                    |                       |                     |                            |                      |             |                          |
| 8 | 8                  | "Rubber Man"          | Miguel Arteta       | Ryan Murphy                | 23 tháng 11 năm 2011 | 1ATS07      | 2.81                     |
| Tate is revealed to be the Rubber Man, attempting to provide the distraught Nora with a baby. The outfit is a fetish suit Chad bought in hopes of reigniting his and Patrick's failing relationship. Tate donned the suit and killed Patrick and Chad after they decided not to have a baby, hoping that a new family would move in and have a child, which Nora could then have. In the present, Hayden conspires with Nora to drive Vivien insane so that they can have her twins. Vivien and Violet are confronted by the ghostly house intruders from Episode 2; Ben believes Vivien is mentally unstable because the police found no evidence of the intruders' presence, and Violet lied about what she saw. He prohibits Vivien from leaving, believing that she is trying to take Violet and the twins away from him. Vivien steals Marcy's handgun for protection. Hayden convinces Tate, as the Rubber Man, to attack Vivien, revealing that Tate fathered one of Vivien's twins. During the attack, Vivien accidentally shoots Ben, who is convinced that she is a danger to herself and others. Vivien's reaction to another poltergeist results in the police taking her away. The full scene of Chad and Patrick's murder is shown; it is revealed that after Tate immobilized them, Moira gave Tate the couple's gun, which Tate used to make the scene look like a murder/suicide.                                                                                             |                    |                       |                     |                            |                      |             |                          |
| 9 | 9                  | "Spooky Little Girl"  | John Scott          | Jennifer Salt              | 30 tháng 11 năm 2011 | 1ATS08      | 2.85                     |
| The events of the famous 1940s Black Dahlia case are shown. A dentist raped Elizabeth Short while she was under anesthesia, only to find he had administered too much and she had died. The ghost of Charles Montgomery dismembers her corpse. In the present, Elizabeth's ghost appears to Ben, seeking his psychiatric help. Ben receives a call from Vivien's OB/GYN telling him that Vivien's twins have separate fathers – him and someone else. He accuses Vivien of hypocritically cheating on him. Hayden tells him that she saw Vivien and Luke, the security guard, growing closer. Ben confronts Luke about the possible paternity and learns that Luke is sterile. Constance and Travis get into a domestic dispute; Travis has sex with Hayden in the Harmon house. Hayden kills him, and Larry, who "owes her a favor," takes Travis's body and dumps it out in public in the Black Dahlia tradition. Ben finds the Rubber Man's mask and realizes the possibility that Vivien had been raped. Moira tells Constance that Tate is the other father. She asks Billie Dean what would happen if a ghost sires a living child. The medium tells her of the Pope's knowledge of such an event as the beginning of the Apocalypse by the Antichrist. |                    |                       |                     |                            |                      |             |                          |
| 10 | 10                 | "Smoldering Children" | Michael Lehmann     | James Wong                 | 7 tháng 12 năm 2011  | 1ATS09      | 2.54                     |
| It is revealed that Tate caused Larry's scars by setting him on fire on the morning of the school shooting. The police tell Constance of Travis' murder, and her behavior causes them to suspect her as his killer. Ben learns that Violet has not been seen in school in over two weeks and notices a blowfly infestation in the house. Ben calls an exterminator to deal with the infestation, which results in Tate killing the exterminator while he investigates the crawl space beneath the house. Ben and Violet argue about her school attendance which ultimately ends in her reluctant agreement to return on the condition that she changes schools. Ben checks out boarding schools for Violet, and upon hearing this, Tate takes measures to keep her around, ending in showing Violet her corpse in the house's crawl space. Violet had died from her suicide attempt in episode 6, despite Tate's attempts to save her. In an act of penance for his crimes, Larry confesses to the murder of Travis after meeting the ghosts of his wife and two daughters for the first time. Ben learns that Tate is the Rubber Man and the other one who got Vivien pregnant. |                    |                       |                     |                            |                      |             |                          |
| 11 | 11                 | "Birth"               | Alfonso Gomez-Rejon | Tim Minear                 | 14 tháng 12 năm 2011 | 1ATS10      | 2.59                     |
| Ben goes to pick up Vivien at the sanitarium, intent on taking Violet with him. However, Violet, being a ghost, is trapped on the property. He takes Vivien home to pick up Violet as Vivien insists on going to her sister's in Florida. While waiting in the car, Vivien begins to have labor pains. Violet tries to explain to her father that she is dead. Constance brings Vivien into the house and gets "help" to assist in the delivery – the ghosts of Dr. Charles Montgomery and the 1968 nurses. As Vivien goes into labor, Chad tells Violet that Tate was the one who sired one of the twins. Vivien has great difficulty giving birth to the babies, losing one to stillbirth while the other causes her to bleed internally. Violet appears to comfort her mother and asks her to "come be with her." Vivien dies, and Violet confronts Tate, telling him she loves him but can never forgive him. Tate begs for forgiveness. She screams for him to go away, and he does. Vivien appears and comforts her daughter in the afterlife. |                    |                       |                     |                            |                      |             |                          |
| 12 | 12                 | "Afterbirth"          | Bradley Buecker     | Jessica Sharzer            | 21 tháng 12 năm 2011 | 1ATS11      | 3.22                     |
| Ben, feeling alone, plans to commit suicide, but the ghosts of Violet and Vivien encourage him to take the living twin and get out of the house. During his attempt, he is killed by Hayden and the home-invader ghosts, hanged from the chandelier; Constance takes the living twin. Moira and the other "innocent" ghosts help the Harmon ghosts prevent the deaths of further tenants by scaring away the first family that wants to move in, the Ramoses. Tate, feeling alienated, tries to kill the Ramos son so that Violet won't be alone. She prevents this by distracting Tate. Nora, who wants a child since hers was murdered and turned evil, relinquishes motherhood of the dead Harmon twin to Vivien, who asks Moira to be its godmother. The Harmons and Moira decorate the house for Christmas, while Tate tells Hayden he will wait "forever" for Violet. Three years later, Constance comes home and sees a trail of blood on the floor, leading to the bedroom of the living Harmon twin, now about three years old and looking much like Tate. He has murdered his nanny and is sitting in a rocking chair, smiling up at Constance. |                    |                       |                     |                            |                      |             |                          |

## Tiếp nhận

### Ý kiến phê bình
Truyện kinh dị Mỹ: Nhà sát nhân nhận phê bình tích cực từ giới phê bình. Trang đánh giá Rotten Tomatoes đánh giá phim 74% với điểm trung bình 6.6/10 dựa trên 38 nhận xét. Trang này nhận xét, "Lắt léo nhưng hiệu quả, American Horror Story có sự khác biệt, ghê rợn và bất ngờ đủ để làm khán giá bị thu hút.". Ken Tucker từ báo Entertainment Weekly cho điểm tập phim mở màn là B+ và nhận xét: "AHS chứa đầy sự sợ hãi, lúc nào cũng nhiều: Tiếng thét, tình dục, giât gân, những khuôn mặt biến dạng, hành động tâm thần và những đứa trẻ chết.". Chuck Barney của trang San Jose Mercury News nhận xét: "Nhiều chương trình TV sẽ sớm phai mờ trong tâm trí, phim này thì sẽ khiến bạn nằm mơ cũng thấy.". (?) Hank Stuever của báo The Washington Post  thì nói rằng: "Murphy có đặc điểm xấu là hay làm lố, nhưng chương trình này có một phong cách quyến rũ và ghê gớm."  Mike Hale từ báo The New York Times gọi bộ phim là "một bộ phim làm đông não cổ điển" (?), gợi nhắc tới các phim thành công như True Blood và The Walking Dead. ".